# قائمة حلقات السلطان عاشور 10
السلطان عاشور 10 هو مسلسل كوميدي جزائري عرض في رمضان سنة 2015 على قناة الشروق TV. إنتاج برود آرت فيلم، إخراج وتأليف جعفر قاسم، بطولة صالح أوقروت، سيد أحمد أقومي، مدني نعمون، ياسمين عماري، سهيلة معلم.
تدور أحداث المسلسل في مملكة خيالية في مكان ما بالجزائر بين القرن 11 و12تدعى «المملكة العاشورية» يحكمها السلطان عاشور العاشر وتروي مغامراته اليومية مع زوجته وأبنائه وشعبه والممالك الأخرى.

## نظرة عامة
| الموسم | الموسم | الحلقات | تاريخ البث الأصلي           | تاريخ البث الأصلي             |
| الموسم | الموسم | الحلقات | بداية السلسلة               | نهاية السلسلة                 |
| ------ | ------ | ------- | --------------------------- | ----------------------------- |
|        | 1      | 20      | 18 جوان 2015 1 رمضان 1436هـ | 7 جويلية 2015 20 رمضان 1436هـ |
|        | 2      |         | 27 ماي 2017 1 رمضان 1438هـ  |                               |

## قائمة الحلقات

### الموسم الأول (2015)
| رقم الحلقة | عنوان الحلقة              | ضيوف الحلقة                                | تاريخ البث                    |
| --- | ------------------------- | ------------------------------------------ | ----------------------------- |
| 1 | «إعلان الحرب»             | غير معروف                                  | 1 رمضان 1436هـ 18 يونيو 2015  |
| يًضرب الأمير (لقمان) بعد سرقة برتقالة "بدون بذور" من حديقة الملك (دحمانوس)، بعد ضغط من السلطانة (رزان) يضطر السلطان (عاشور العاشر) لإنقاذ شرف المملكة العاشورية بالثأر لإبنه.                                                   |                           |                                            |                               |
| 2 | «زواج مصلحة»              | غير معروف                                  | 2 رمضان 1436هـ 19 يونيو 2015  |
| محاولة تزويج الجنرال (فارس) لإبنة الملك (دحمانوس)فزيلة من أجل الإنتهاء من مشكلة الديون. |                           |                                            |                               |
| 3 | «مرض السلطانة»            | غير معروف                                  | 3 رمضان 1436هـ 20 يونيو 2015  |
| تمرض السلطانة بعد أكلها للفطر. |                           |                                            |                               |
| 4 | «مقابلة تاريخية 1»        | نجلة بن عبدالله (تونس) يونس الفارحي (تونس) | 4 رمضان 1436هـ 21 يونيو 2015  |
| 5 | «مقابلة تاريخية 2»        | نجلة بن عبدالله (تونس) يونس الفارحي (تونس) | 5 رمضان 1436هـ 22 يونيو 2015  |
| 6 | «المحاجب»                 | نجية العراف                                | 6 رمضان 1436هـ 23 يونيو 2015  |
| 7 | «عبلة...الأميرة المتمردة» | غير معروف                                  | 7 رمضان 1436هـ 24 يونيو 2015  |
| 8 | «الوسواس 1»               | غير معروف                                  | 8 رمضان 1436هـ 25 يونيو 2015  |
| 9 | «الوسواس 2»               | غير معروف                                  | 9 رمضان 1436هـ 26 يونيو 2015  |
| 10 | «التسامح»                 | مهدي تهمي                                  | 10 رمضان 1436هـ 27 يونيو 2015 |
| ملك بريطانيا (روني) قلب الاسد يغزو المملكة العاشورية رغبة في الاستولاء على شمال افريقيا، والسلطان (عاشور العاشر) بين أعياد ومناسبات يجبر على المواجهة.                                                                         |                           |                                            |                               |
| 11 | «الحقيقة ضد الكذب 1»      | خالد بوزيد (تونس) حسان كركاش               | 11 رمضان 1436هـ 28 يونيو 2015 |
| 12 | «الحقيقة ضد الكذب 2»      | خالد بوزيد (تونس) حسان كركاش               | 12 رمضان 1436هـ 29 يونيو 2015 |
| 13 | «السفر عبر الزمن 1»       | غير معروف                                  | 13 رمضان 1436هـ 30 يونيو 2015 |
| 14 | «السفر عبر الزمن 2»       | غير معروف                                  | 14 رمضان 1436هـ 1 يوليو 2015  |
| 15 | «السلطان لقما...شور»      | غير معروف                                  | 15 رمضان 1436هـ 2 يوليو 2015  |
| يضطر الأمير (لقمان) للنوم مع الملك عاشور بعد ذهاب والدته وجدته لحفل زفاف، في هذه الأثناء يحدث خسوف قمري يسبب في تعاكس أجسام السلطان (عاشور) والأمير (لقمان)، ما يوقع المملكة في مشكلة مع مملكة (دحمانوس) بسبب مشاغبات (لقمان). |                           |                                            |                               |
| 16 | «الربيع العاشوري 1»       | غير معروف                                  | 16 رمضان 1436هـ 3 يوليو 2015  |
| 17 | «الربيع العاشوري 2»       | غير معروف                                  | 17 رمضان 1436هـ 4 يوليو 2015  |
| 18 | «زواج عبلة 1»             | محمد بوخديمي                               | 18 رمضان 1436هـ 5 يوليو 2015  |
| 19 | «زواج عبلة 2»             | محمد بوخديمي                               | 19 رمضان 1436هـ 6 يوليو 2015  |
| 20 | «الملك فُفو»               | نريمان وهابي محمد قريع (تونس)              | 20 رمضان 1436هـ 7 يوليو 2015  |

### الموسم الثاني (2017)
| رقم الحلقة | عنوان الحلقة         | المخرج    | تاريخ البث                   |
| ---------- | -------------------- | --------- | ---------------------------- |
| 1          | «عودة بنيبن»         | جعفر قاسم | 1 رمضان 1438هـ 27 ماي 2017   |
| 2          | «امتحان الباكالوريا» | جعفر قاسم | 2 رمضان 1438هـ 28 ماي 2017   |
| 3          | «امتحان الباكالوريا» | جعفر قاسم | 3 رمضان 1438هـ 29 ماي 2017   |
| 4          | «ثورة النساء»        | جعفر قاسم | 4 رمضان 1438هـ 30 ماي 2017   |
| 5          | «ملكة النساء»        | جعفر قاسم | 5 رمضان 1438هـ 31 ماي 2017   |
| 6          | «الجارية عاشورة»     | جعفر قاسم | 6 رمضان 1438هـ 1 جوان 2017   |
| 7          | «ميراث ماريا»        | جعفر قاسم | 7 رمضان 1438هـ 2 جوان 2017   |
| 8          | «جيش المكاسر»        | جعفر قاسم | 8 رمضان 1438هـ 3 جوان 2017   |
| 9          | «فرصة الجنرال»       | جعفر قاسم | 9 رمضان 1438هـ 4 جوان 2017   |
| 10         | «الوباء»             | جعفر قاسم | 10 رمضان 1438هـ 5 جوان 2017  |
| 11         | «الكسلاء»            | جعفر قاسم | 11 رمضان 1438هـ 6 جوان 2017  |
| 12         | «سلطان بدون شعب»     | جعفر قاسم | 12 رمضان 1438هـ 7 جوان 2017  |
| 13         | «حلوى البؤس»         | جعفر قاسم | 13 رمضان 1438هـ 8 جوان 2017  |
| 14         | «الألعاب الأولمبية»  | جعفر قاسم | 14 رمضان 1438هـ 9 جوان 2017  |
| 15         | «ليلة الشك»          | جعفر قاسم | 15 رمضان 1438هـ 10 جوان 2017 |
| 16         | «ديموقراطوس»         | جعفر قاسم | 16 رمضان 1438هـ 11 جوان 2017 |
| 17         | «انتقام حمودي»       | جعفر قاسم | 17 رمضان 1438هـ 12 جوان 2017 |
| 18         | «الأميرة الهاربة»    | جعفر قاسم | 18 رمضان 1438هـ 13 جوان 2017 |
| 19         | «المكيدة»            | جعفر قاسم | 19 رمضان 1438هـ 14 جوان 2017 |
| 20         | «سيف السلطان 1»      | جعفر قاسم | 20 رمضان 1438هـ 15 جوان 2017 |
| 21         | «سيف السلطان 2»      | جعفر قاسم | 21 رمضان 1438هـ 16 جوان 2017 |
| 22         | «السلطان لقمان»      | جعفر قاسم | 22 رمضان 1438هـ 17 جوان 2017 |
| 23         | «يحيا السلطان»       | TBA       | 23 رمضان 1438هـ 18 جوان 2017 |